# USS San Francisco (SSN-711)
Pour les autres navires du même nom, voir USS San Francisco.
Le USS San Francisco (SSN-711) est un sous-marin nucléaire d'attaque américain de classe Los Angeles nommé d'après San Francisco en Californie.

## Histoire du service
Construit au chantier naval Northrop Grumman de Newport News, il a été commissionné le 24 avril 1981 et est toujours actuellement en service dans l’United States Navy.
Le 9 janvier 2005, l'USS San Francisco, naviguant à grande vitesse près de Guam, heurte une montagne sous-marine à cause d'une carte de navigation non remise à jour. Le dôme sonar est écrasé par l'impact, qui déforme les portes des 4 tubes lance-torpilles et endommage 15 torpilles et 2 missiles de croisière Tomahawk. L'échouement fait un mort et 24 blessés.
Il est réparé en réutilisant la partie avant du USS Honolulu.
Début 2017, il est retiré du service actif et entre en chantier pour deux ans afin d'être transformé en bateau d'entrainement à quai jusqu'en 2040.

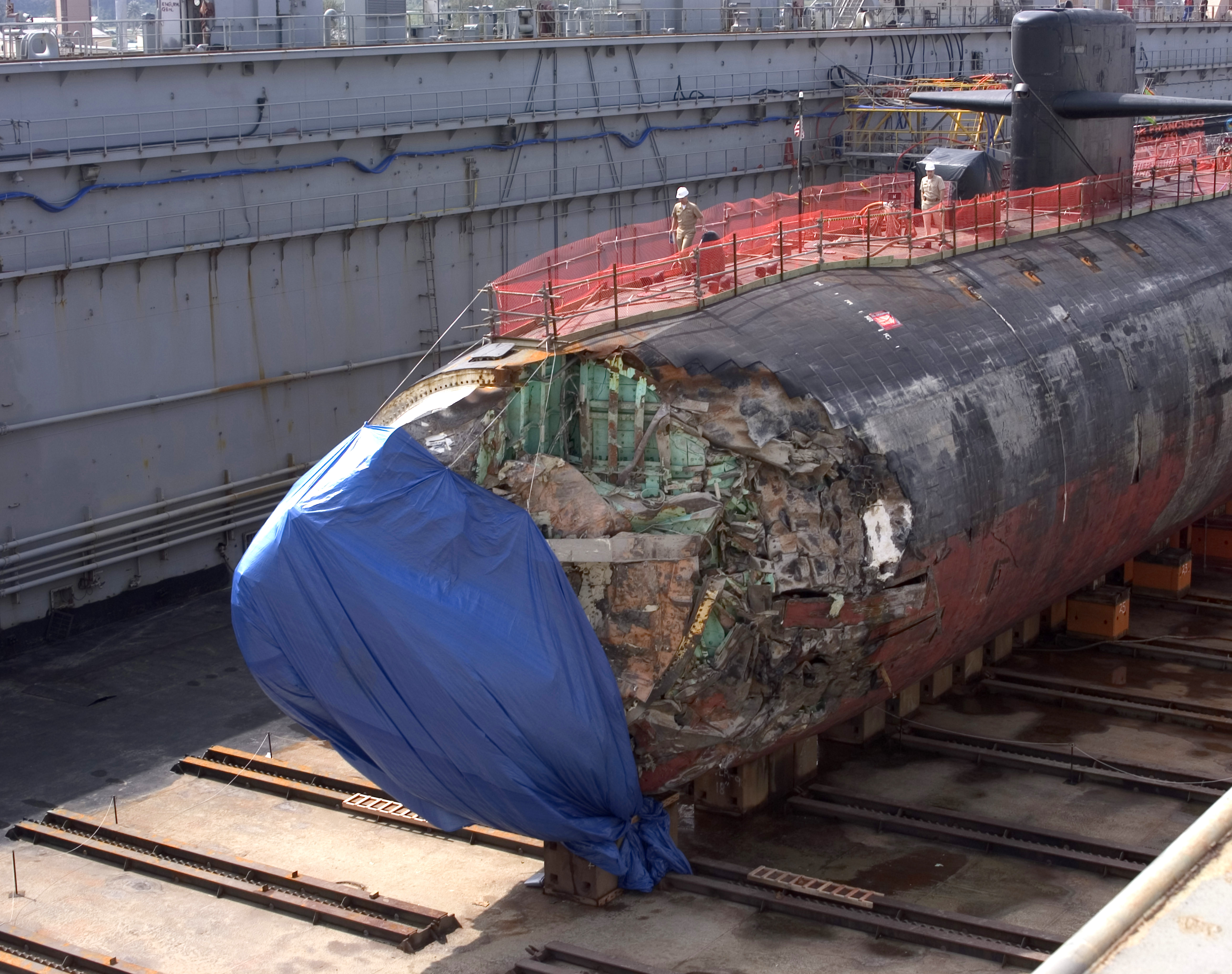
San Francisco en cale sèche à Guam, janvier 2005.